# Георг Брендел фон Хомбург
Георг Брендел фон Хомбург (на немски: Georg Brendel von Homburg; * ок. 1435; † ок. 1474) е благородник от рицарския род Брендел фон Хомбург в днешен Хесен.
Той е син на Георге Брендел фон Хомбург († ок. 1442) и съпругата му Елизабет фон Елтер. Внук е на Йохан Брендел фон Хомбург († 1385) и Хебела фон Верберг. Роднина е на Даниел Брендел фон Хомбург (1523 – 1583), курфюрст и архиепископ на Майнц (1555 – 1582).

## Фамилия
Георг Брендел фон Хомбург се жени за Елизабет фон Клеен († сл. 1478), дъщеря на Рудолф фон Клеен († пр. 1474) и Анна фон Карбен († ок. 1478), дъщеря на Рупрехт фон Карбен († пр. 1439) и Анна Санек фон Валдек († пр. 1439). Те имат децата:
- Георг Брендел фон Хомбург, женен за фон Еберсберг-Вайерс; родители на:
  - Йохан Брендел фон Хомбург († 9 ноември 1569), бургграф на Фридберг (1532 – 1569), женен 1527 г. за Мария-Аполония фон Щайн-Насау († 15 септември 1537)
- Еберхард Брендел фон Хомбург († сл. 1519), женен I. за Агнес Рьодер фон Рьодек († ок. 1530), II. за Беатрикс фон Еше; от първия брак баща на:
  - Доротея Брендел фон Хомбург († 8 август 1530), омъжена за Якоб Карл фон Ингелхайм († 29 декември 1516)